# St-Pierre (Uchizy)

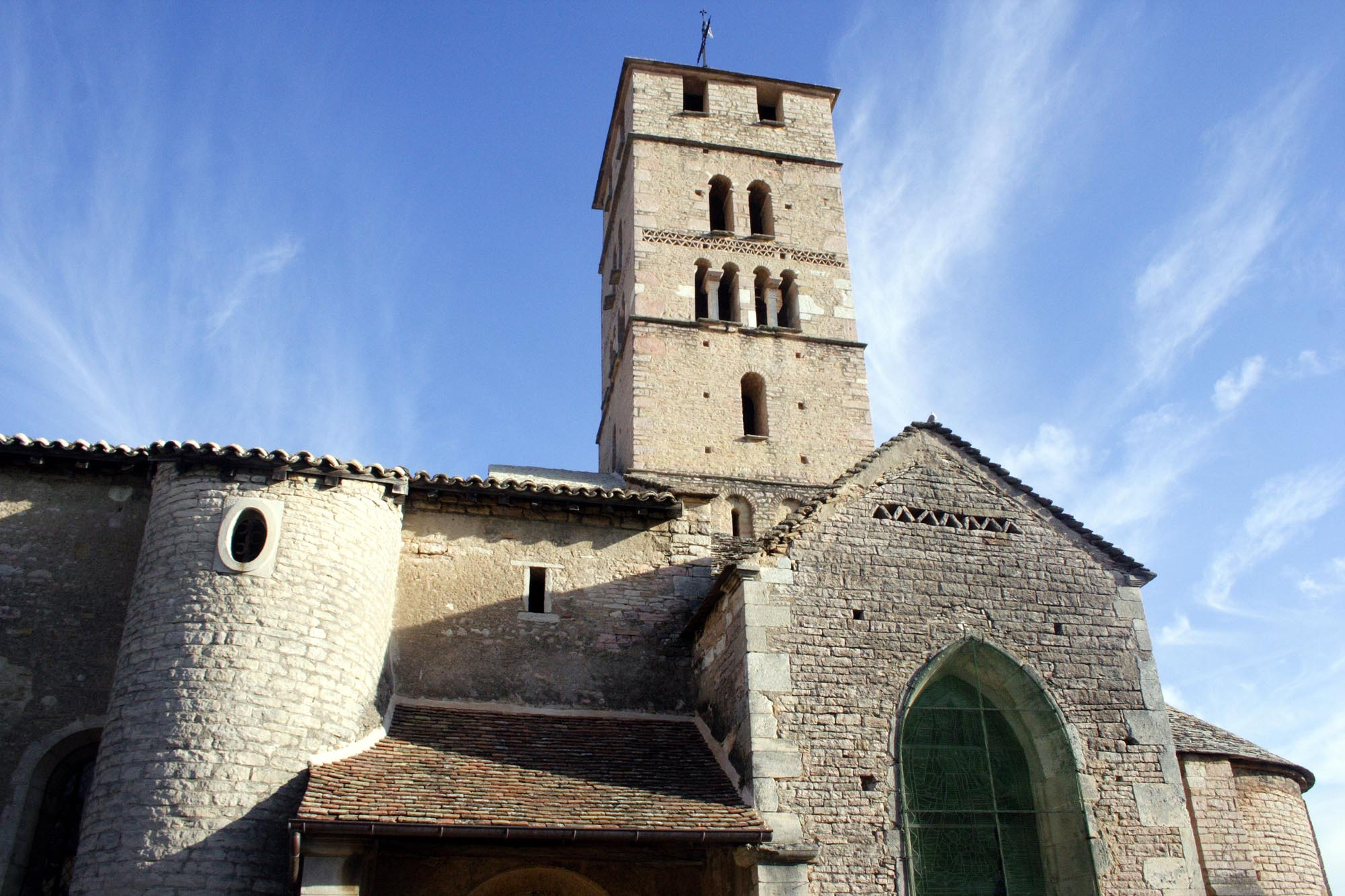
Südliches Querhaus und Turm

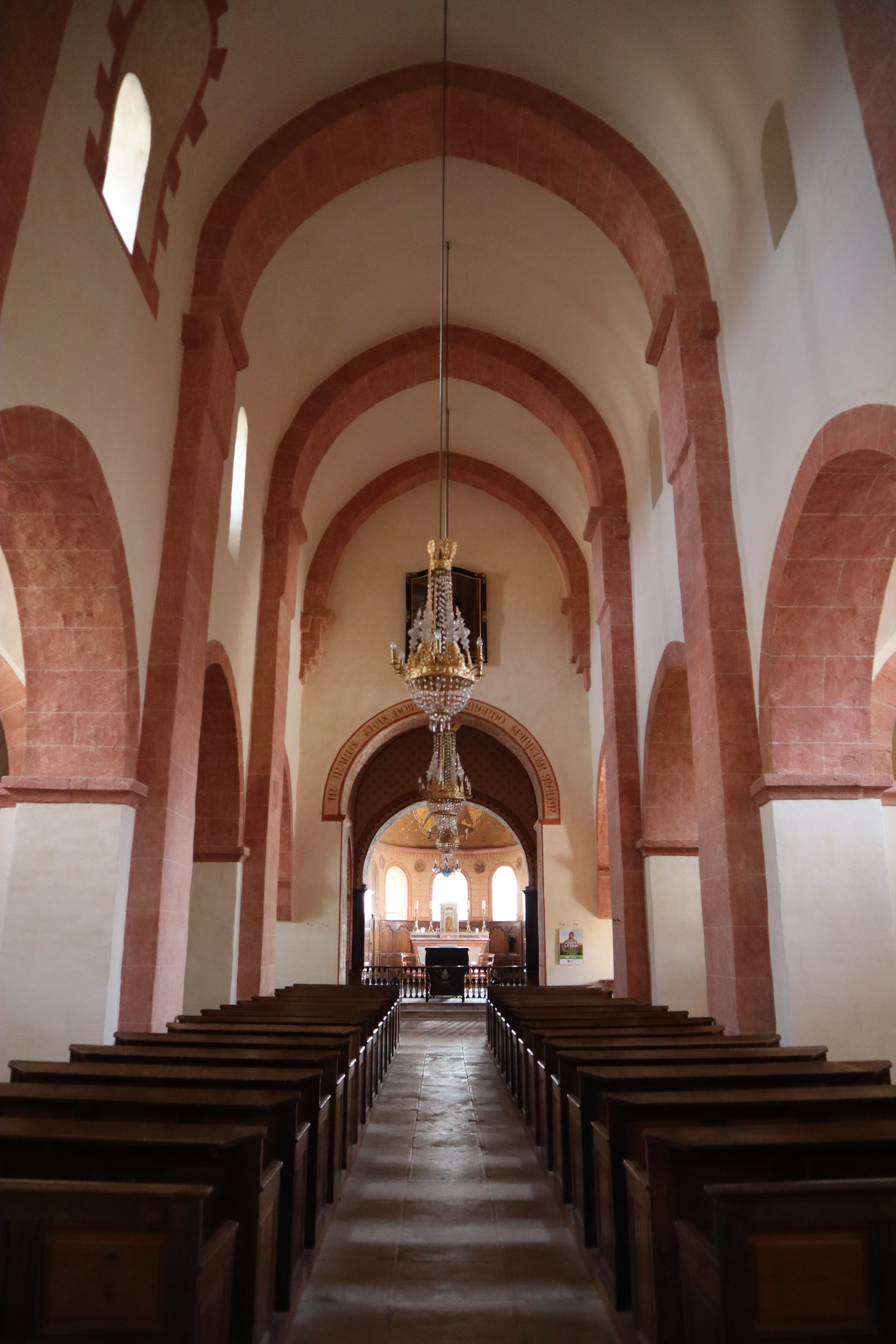
Innenansicht

Die Kirche Saint-Pierre ist eine romanische Pfarrkirche in der Gemeinde Uchizy im Département Saône-et-Loire in der historischen Region Burgund (Frankreich), die im 11. Jahrhundert errichtet wurde.

## Geschichte
Die Kirche von Uchizy, dem Apostel Petrus geweiht, wird 878 erstmals urkundlich genannt, als Ludwig II. dem Kloster in Tournus das Dorf mit der Kirche Saint-Pierre schenkte. Die heutige Kirche wurde im letzten Viertel des 11. Jahrhunderts gebaut, wobei der Eingang immer von der Längsseite erfolgte, denn im Westen war das Prioratsgebäude angebaut.

## Architektur
Die Kirche Saint-Pierre wurde aus Bruchstein errichtet, der sehr exakt bearbeitet wurde, denn zur Bauzeit war die Verwendung des Bruchsteins bereits zum Anachronismus geworden. Dem Langhaus mit zwei Seitenschiffen schließt sich ein Querhaus und ein Chor mit Tonnengewölbe an. Den Abschluss bildet eine halbrunde Apsis. An den Querarmen des Querhauses befindet sich an der östlichen Seite jeweils eine halbrunde Apsis. Das Hauptschiff mit vier Jochen ist spitztonnengewölbt, die von Gurtbögen verstärkt werden. Das Querhaus besitzt eine Vierung auf rechtwinkligem Grundriss, auf dessen vier wuchtigen Pfeilern sich der Glockenturm erhebt. Von der Vierung öffnen sich Rundbogenarkaden zu den Querarmen.
Der rechteckige Glockenturm besitzt fünf Geschosse und alle Seiten sind geschmückt mit Rundbogenfenstern und einem Zackenfries. In der obersten Etage, die aus größeren Quadersteinen besteht, öffnen sich rechteckige Fenster. Dieses später hinzugefügte Geschoss wurde in Kriegszeiten als Beobachtungsturm genutzt.